# Tricimba batucola
Tricimba batucola är en tvåvingeart som beskrevs av Curtis W. Sabrosky 1964. Tricimba batucola ingår i släktet Tricimba och familjen fritflugor. Inga underarter finns listade i Catalogue of Life.